# جيمس كي. غلاسمان
جيمس كي. غلاسمان هو صحفي ودبلوماسي وسياسي أمريكي، ولد في 1947 في واشنطن العاصمة في الولايات المتحدة. نشط حزبياً في الحزب الجمهوري. وقد انتخب Under Secretary of State for Public Diplomacy and Public Affairs ‏.